# Cabañes de Esgueva
Cabañes de Esgueva es un municipio y localidad española de la provincia de Burgos, en la comunidad autónoma de Castilla y León, comarca de Ribera del Duero, partido judicial de Aranda.

## Geografía

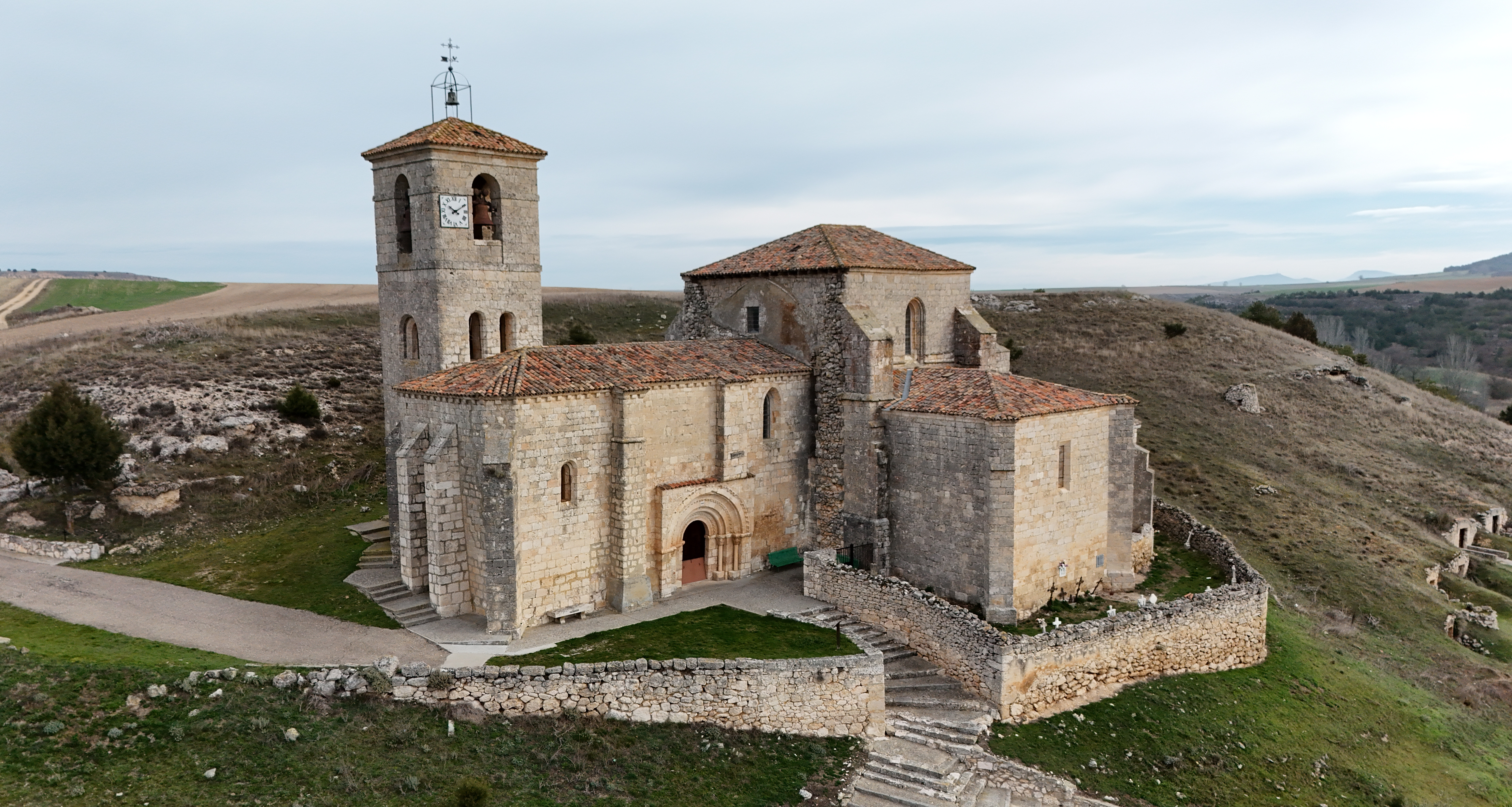
Iglesia de San Martín de Tours

Situado en el valle del río Esgueva.
Este municipio se encuentra en la comarca denominada Ribera del Duero.
Dista 60 km. de la capital, por la Autovía del Norte de Madrid a Irún.
El término municipal confina al N con el municipio de Cilleruelo de Abajo; al E con el de Santibáñez de Esgueva; y al S y O con el de Sotillo de la Ribera.

## Historia
Villa, denominada entonces Cabañas de Esgueva, encuadrada en la categoría de pueblos solos del partido de Aranda de Duero, jurisdicción de señorío ejercida por el Ducado de Medinaceli quien nombraba su alcalde ordinario.
A la caída del Antiguo Régimen queda constituido como ayuntamiento constitucional del mismo nombre, en el partido de Lerma perteneciente a la región de Castilla la Vieja. Contaba entonces con 131 habitantes.

## Demografía
Cabañes de Esgueva cuenta con una población de 149 habitantes (INE 2024).
| Gráfica de evolución demográfica de Cabañes de Esgueva entre 1842 y 2021 |
| |
| Población de derecho según los censos de población del INE Población de hecho según los censos de población del INEEntre el censo de 1857 y el anterior, crece el término del municipio porque incorpora a Santibáñez de Esgueva. Entre el censo de 1930 y el anterior, disminuye el término del municipio porque independiza a Santibáñez de Esgueva. |